# 舒蓼國
舒蓼(蓼字汉语拼音 liǎo ) ，《春秋穀梁传》作舒鄝，春秋时代吴国与楚国之间今安徽省舒城县的群舒的一支，根据孔颖达《春秋左传正义·文公十二年》所引的《世本》记载，群舒包括舒庸、舒蓼、舒鸠、舒龙、舒鲍、舒龚，皆为偃姓。春秋时期舒蓼沦为楚国的附庸。《春秋左氏传·文公十二年》记载，公元前615年，群舒背叛楚国，楚国令尹成嘉俘获舒国君主和宗国君主，并进而围攻巢国。
《春秋左传注·文公十四年》记载公元前613年，楚庄王元年，楚国谋划讨伐群舒，在出师伐舒蓼之时，楚国爆发内乱。
《春秋左传注·宣公八年》记载公元前601年，楚庄王因为群舒背叛楚国，伐灭舒蓼，并将其划入楚国疆界，兵锋抵达滑汭（今安徽省巢湖市、无为县之间滑水转弯处），楚庄王与吴国和越国结盟而返回。